# يوميكو أوشيما
يوميكو أوشيما (باليابانية: 大島弓子؛ بالكانا: おおしま ゆみこ) هي مانغاكا يابانية، ولدت في 31 أغسطس 1947 في أوتاوارا في اليابان.

## وصلات خارجية
- يوميكو أوشيما على موقع IMDb (الإنجليزية)
- يوميكو أوشيما على موقع ميوزك برينز (الإنجليزية)
- يوميكو أوشيما على موقع قاعدة بيانات الفيلم (الإنجليزية)
- يوميكو أوشيما على موقع كينوبويسك (الروسية)
- يوميكو أوشيما على موقع ANN person (الإنجليزية)